# Ohridsko jezero
Ohridsko jezero  (makedonsko: Охридско езеро, Ohridsko ezero, albansko: Liqeni i Ohrit ali Liqeni i Pogradecit) je jezero ovalne oblike, ki leži na meji med jugozahodnim delom Severne Makedonije in vzhodnim delom Albanije. Ime je dobilo po mestu Ohrid, ki leži na severovzhodnem delu obale. Znano je po svoji kristalno čisti vodi, ki omogoča pogled do globine 22 metrov. Površina jezera je 358,2 km². Največja širina znaša 16,8 km, dolžina jezera pa je 36,4 km. Dolžina celotne obale je 87,53 km, od katerih je severnomakedonskih 56 km, albanskih pa 31,5 km. Državi si delita površino jezera 248 : 110 km², torej približno v razmerju 7 : 3.
Ohridsko jezero se ponaša z edinstvenimi bogatimi endemskimi živalskimi vrstami. Posebnost jezera je nastala zaradi geografske izolacije in velike geološke starosti.
Obale Ohridskega jezera so bile naseljene že od prazgodovinskega časa. Najstarejše arheološke naselbine izvirajo iz časa 6000 let p. n. št. Samo na makedonskem delu jezera je odkrito več kot 170 arheoloških najdb.
Zahvaljujoč bogati kulturi skozi zgodovino je bilo Ohridsko jezero in mesto Ohrid leta 1980 proglašeno za svetovno kulturno dediščino, pod zaščito Unesca. Prav tako je bil skupaj s Prespanskim jezerom in okolico leta 2014 razglašen za čezmejni (skupaj z Albanijo) biosferni rezervat po imenom Ohridsko-prespanski biosferni rezervat.

## Geografija
Lega jezera je na zahodni strani Dinarskega gorstva globoki in zaprti kotlini. Z vseh strani, še posebej z zahodne in vzhodne strani, ga obkrožajo visoke gore. Na vzhodu je gora Galičica (2255 m), na zahodu pa Mokra Planina in Jablanica (1945 m).
Gladina jezera se nahaja na nadmorski višini 695 metrov, njegova največja globina je skoraj 290 m, medtem ko je povprečna globina le nekaj več kot pol manjša (155 m).
Jezero odmaka okoli 2600 km² in se napaja predvsem iz podzemnih izvirov na vzhodni obali (približno 50 % celotnega dotoka), približno 25 % pa iz rek in neposrednih padavin. V jezero se zliva 40 rek, od tega 23 na albanski in 17 na makedonski strani. Med njimi sta na severu reka Sateska in Črni Drim, ki izvira pri samostanu svetega Nauma nedaleč od meje z Albanijo, južno od Ohridskega jezera iz 45 izvirov, kamor voda priteka po podzemnih kanalih skozi kraško osrčje gore Galičice iz više ležečega Prespanskega jezera. in se po nekaj sto metrih izlije v Ohridsko jezero. Voda zapušča Ohridsko jezero z izhlapevanjem (~40 %) in skozi njegov edini iztok, reko Črni Drim, ki teče proti severu v Albanijo in s tem v Jadransko morje. Črni Drim odteka iz njega pri mestu Struga na severu jezera.

## Nastanek
Ohridsko jezero skupaj s Prespanskim jezerom pripada skupini Desaretskih jezer, ki izvirajo iz geotektonske depresije v pliocenu (pred 5,3-1,8 milijoni let). S tem ga uvrščamo med najstarejša še obstoječa jezera, podobno kot Bajkalsko jezero, Tanganjiško jezero in jezero Titikaka. Večina drugih jezer je mlajša od 100.000 let, ker se v tem času popolnoma napolnijo s sedimenti. V primeru Ohridskega jezera pa je ta proces domnevno upočasnjen zaradi velike globine in majhnega vnosa usedlin iz filtriranih pomladnih pritokov. Poleg tega je jarek Ohrid-Korča južno od jezera še vedno tektonsko aktiven in bi lahko nevtraliziral učinke sedimentacije z izpodrivanjem. V nasprotju z Ohridskim jezerom pa se je Prespansko jezero verjetno izsušilo že večkrat v svoji zgodovini, kar je posledica njegovega kraškega podzemlja. V letu 2008 so makedonski mediji poročali, da bodo mednarodni strokovnjaki raziskali jezero, da bi ugotovili njegovo starost.

## Fizikalne in geokemijske lastnosti
Voda na gladini Ohridskega jezera se giblje pretežno v nasprotni smeri urinega kazalca vzdolž obale, kot posledica vetra in rotacije Zemlje, podobno kot Ekmanov pojav, ki ga poznamo v oceanih. Kar zadeva vertikalno izmenjavo vode, je konvektivno mešanje med zimskim hlajenjem prevladujoč proces. Vendar pa je v povprečni zimi mešanih le zgornjih 150–200 metrov jezera, medtem ko je voda pod njim stabilno razslojena zaradi slanosti. Stabilnost zaradi tega gradienta slanosti omogoča dogodke popolnega konvektivnega mešanja le približno enkrat na 7 let.
Tako z vidika koncentracije hranil (4,5 μg L−1 fosforja) kot tudi bioloških parametrov Ohridsko jezero uvrščamo med oligotrofne. Zaradi te oligotrofije in filtriranih izvirskih dotokov je voda izjemno čista s prosojnostjo do globine kar 22 metrov. Ohridsko jezero nima letne globoke izmenjave vode, ki lahko v drugih jezerih povzroči popolno prevrnitev; prav tako ni ponikajočih rek. Kljub temu raztopljeni kisik nikoli ne pade pod ~6 mg L-1.

## Arheologija in zgodovina jezera
Obrežje jezera je naseljeno od prazgodovine. Najstarejše arheološke najdbe izhajajo iz obdobja neolitika, okoli 6000 pred našim štetjem. Samo na makedonski strani jezera so odkrili več kot 170 arheoloških najdišč.

## Močvirski habitati
Prejšnji obsežni močvirni habitati v bližini Ohridskega jezera so bili izgubljeni zaradi spreminjanja v kmetijska ali urbana zemljišča. Sem spada Struško barje, katerega veliki deli so bili izsušeni za kmetijstvo v 1940-ih in ponovno v 1960-ih, ko je bila preusmerjena reka Sateska.
Danes je zadnje preostalo pomembno obalno mokrišče ob Ohridskem jezeru barje Studenčište,  ki je na vzhodni obali blizu mesta Ohrid. Kljub degradaciji zaradi različnih virov, kot so obsežno odlaganje gradbenih odpadkov, velike spremembe zemljišč, motnje vodnih povezav z Ohridskim jezerom, urbanizacija plaž in izguba pasov trstičja, je barje Studenčište še vedno pomemben blažilnik za preprečevanje evtrofikacije  in ključni habitat za biotsko raznovrstnost, vključno z reliktnimi rastlinami in endemičnimi vrstami. Te vrednosti in sorazmerna redkost podobnih habitatov v Severni Makedoniji so spodbudili skupino strokovnjakov, da je leta 2012 priporočila določitev 63,97 hektarjev velikega območja na barju Studenčište za zaščito naravnega spomenika v skladu z makedonsko zakonodajo.
Spremembe generalnega urbanističnega načrta za Ohrid 2014–2020 pa so vsebovale določbe, da se barje Studenčište izsuši in nadomesti z infrastrukturo za turizem in vodne športe , predlog, ki so mu skupaj z drugimi regionalnimi dogodki nasprotovali številni lokalni in mednarodni strokovnjaki [28], vključno z Društvom znanstvenikov mokrišč. Strateška okoljska presoja je tudi ugotovila, da noben ukrep razen neizvedbe ne bi mogel zmanjšati neposrednega negativnega vpliva na Studenčište in posrednega negativnega vpliva na Ohridsko jezero, če bi predlagana gradnja potekala na mokrišču. Načrti za izsuševanje območja so bili nato razveljavljeni in makedonska vlada je leta 2018 napovedala, da bo nadaljevala z razglasitvijo Studenčiškega barja za zaščiteno območje in njegovo določitvijo skupaj z Ohridskim jezerom za mokrišče mednarodnega pomena v skladu z Ramsarsko konvencijo. Ramsarski status je bil formaliziran leta 2021, čeprav zaščita barja Studenčište na nacionalni ravni še ni zaključena.
IUCN opredeljuje sanacijo mokrišč kot eno od petih potencialnih potreb po Unescovi naravni in kulturni dediščini Ohridske regije. Vendar pa bo potencial za obnovo Struškega barja, ki ni bilo vključeno v meje Ramsarskega območja, verjetno zmanjšan z izgradnjo železniškega evropskega koridorja VIII, medtem ko prihodnost Studenčištaa še ni v celoti rešena.

## Živalstvo
Ohridsko jezero, merjeno s površino 358 km², je verjetno najbolj biotsko raznovrstno jezero na Zemlji. Čeprav je kot tako posebno, je daleč najbolj spektakularna kakovost njegovega impresivnega endemizma. Podobno kot pri Bajkalskem ali Tanganjiškem jezeru so tudi v Ohridskem jezeru endemične vrste, ki pokrivajo celotno prehranjevalno verigo, od fitoplanktona in alg (20 vrst; npr. Cyclotella fottii), do rastlinskih vrst (2 vrsti; npr. Chara ohridana), zooplanktona ( 5 vrst; npr. Cyclops ochridanus), ciprinidnih rib (8 vrst; npr. Pachychilon pictus) do plenilskih rib (dve vrsti postrvi; ohridski kompleks postrvi Salmo letnica in "Belvica" Salmo ohridanus) in končno njena raznolika endemična favna dna (176 vrst; npr. Ochridagammarus solidus), s posebno velikim endemizmom med raki, mehkužci, spužvami in planariji. V porečju Ohridskega jezera je bilo zabeleženih 68 vrst sladkovodnih polžev. Zdi se, da je 73,5 % (50 vrst) celotne favne sladkovodnih polžev endemičnih za porečje Ohridskega jezera. Medtem ko zgoraj navedeni seznam endemičnih vrst temelji na morfoloških in ekoloških značilnostih, nekatere nedavne uporabe molekularno genetskih tehnik poudarjajo razliko favne od običajnih evropskih taksonov, pa tudi starost jezera.
Precej presenetljivo je, da se zdi, da eksotične vrste niso glavna težava v Ohridskem jezeru, čeprav so bile zabeležene v majhnih populacijah že več desetletij ali obstajajo v bližnjih rekah ali jezerih. Razlog je zelo verjetno v idealni prilagoditvi endemičnih vrst na specifične razmere v jezeru, kot so nizka razpoložljivost hranil, dobri življenjski pogoji v večjih globinah zaradi visoke prosojnosti vode in vsebnosti kisika ter subakvatski izvirski dotoki, ki zagotavljajo hlad in s kisikom bogato vodo. Skupaj je znanih sedem vnesenih vrst rib iz jezera.
Kljub izjemno visoki stopnji endemizma Ohridskega jezera (na primer tretjina od 21 domorodnih vrst rib in skoraj 80 % od 72 vrst mehkužcev je endemičnih), je v Ohridskem jezeru veliko neendemičnih vrst. To vključuje vrste, ki so mobilne (npr. prek vodnih ptic) ali selitvene, kot je rečna jegulja.

### Ptice
Trstičje ob jezeru in mokrišča zagotavljajo kritičen habitat za stotine tisoče prezimujočih vodnih ptic, vključno z redkimi in ogroženimi vrstami, kot so kodrasti pelikan (Pelecanus crispus), kostanjevka (Aythya nyroca), labodi, veliki klinkač in kraljevi orel. BirdLife International je makedonski del jezera označil za pomembno območje za ptice (IBA), ker podpira populacije navadnih lisk in malih kormoranov (Microcarbo pygmaeus). Albanski del jezera je bil označen kot ločen, a ustrezen IBA iz istega razloga, z dodatnimi vrstami ptic, kot so navadni zvonec, tatarska žvižgavka (Netta rufina) in črnovrati ponirek (Podiceps nigricollis). Status mokrišča mednarodnega pomena po Ramsarski konvenciji je delno podprt z biogeografsko pomembnimi populacijami rdečega kraba in pritličnega kormorana, pa tudi kosca (Mergus merganser).

## Družbeno-gospodarski vpliv
Na obali jezera so tri mesta: Ohrid in Struga na makedonski strani; Pogradec v Albaniji. Obstaja tudi več ribiških vasi, čeprav je turizem zdaj pomembnejši del njihovih prihodkov. Porečje jezera ima približno 170.000 prebivalcev, od tega 131.000 ljudi, ki živijo neposredno na obali jezera (43.000 v Albaniji in 88.000 v Severni Makedoniji). Prebivalstvo v porečju se je v zadnjega pol stoletja povečalo za 100.000 ljudi, zaradi česar je krhki ekosistem jezera pod pritiskom. Zaradi zgodovinskih spomenikov in neokrnjenega jezerskega okolja je območje okoli Ohridskega jezera glavno mesto za turizem. V 1980-ih je vsako leto več kot 200.000 domačih in tujih turistov romalo na obalo makedonskega jezera. Med jugoslovansko krizo in še posebej po medetničnih konfliktih v Severni Makedoniji leta 2001 je mednarodni turizem propadel, vendar počasi okreva. Čeprav veliko obiskovalcev ostane samo za vikend, predstavlja turizem pomemben delež lokalnega gospodarstva (~1 obiskovalec/prebivalec). Zgodovinsko gledano je bilo Ohridsko jezero blizu glavne ceste rimskega imperija, Via Egnatia, od Drača na obali Albanije do Soluna in Konstantinopla (Carigrad), zdaj pa je komunikacijski zastoj. Okoli jezera vodi manjša cesta z mejnimi prehodi med Albanijo in Severno Makedonijo. Verskim spomenikom, kot sta Črna Madona JZ od Struge in samostan sv. Nauma, nasprotuje vojno razdejanje, kot so utrdbe makedonske fronte čez goro Galičico.

## Svetovna dediščina
Makedonsko stran Ohridskega jezera je Unesco na 3. zasedanju Odbora za svetovno dediščino leta 1979 razglasil za območje svetovne dediščine in ima ta status v skladu s kriterijem VII kot vrhunski naravni pojav, povezan z njegovo funkcijo zatočišča za reliktne in svetovne edinstvene sladkovodne vrste in bogato ptičje življenje. Jezero je postalo del mešane naravne in kulturne svetovne dediščine leta 1980, ko je bilo tudi mesto Ohrid v Makedoniji zaradi svojih arhitekturnih, umetniških in verskih vrednot označeno s statusom Unesca.
Zaskrbljenost zaradi sedanjega in morebitnega propadanja območja svetovne dediščine je aprila 2017 spodbudila skupno reaktivno opazovalno misijo Centra za svetovno dediščino, IUCN in ICOMOS, ki je opredelila širok razpon pritiskov, vključno s prometno infrastrukturo, prometom, razvojem turizma, prelovom, kanalizacija, odlaganje trdnih odpadkov, invazivne vrste, legalna in nelegalna gradnja ter upravljanje vodostajev. Poročilo misije je oblikovalo 19 priporočil za Makedonijo, ki so bila vključena v Sklep 41 COM 7B.34 Odbora za svetovno dediščino na njegovem 41. zasedanju v Krakovu na Poljskem leta 2017.
Maja 2019 je Unescov center za svetovno dediščino razširil območje svetovne dediščine na albansko stran jezera. Poleg tega je bil objavljen osnutek sklepa 43 COM 7B.36, ki priporoča uvrstitev ohridske regije, vključno z Ohridskim jezerom, na seznam ogrožene svetovne dediščine med 43. zasedanjem Odbora za svetovno dediščino v Bakuju v Azerbajdžanu. To stališče je v skladu z nasveti IUCN. Center za svetovno dediščino je v svoji analizi in sklepih opazil grožnje Ohridskemu jezeru zaradi »zmanjšane gladine vode, nenadzorovanega izpusta, onesnaženja vode zaradi neustreznih sistemov za čiščenje odpadne vode, ki vodi do očitne evtrofikacije na ustjih vtočnih rek, močnih pritiskov zaradi turizma in obsežnih nenadzorovan urbani razvoj in neustrezno izkoriščanje obalnih območij«. Ugotovilo je tudi, da večina priporočil misije reaktivnega spremljanja iz leta 2017 ni bila izvedena.

## Znanost in raziskovanje
Ohridsko jezero je zaradi svoje velikosti, dostopnosti in bogastva vrst izjemno primerno za funkcijo naravnega laboratorija. Globoka sedimentna jedra, dopolnjena z raznoliko ekologijo v današnjem času, ponujajo obsežen arhiv, iz katerega lahko razumemo zgodovino svoje regije v zadnjih 1.200.000 letih.
Dosedanje raziskave so preučevale procese biotske raznovrstnosti, medsebojni vpliv med geološko in biološko evolucijo, nastanek evropskega kmetijstva ter raziskave regionalnega podnebja in okoljskih razmer v sto tisočih letih.
Med drugimi prispevki je takšna raziskava prinesla prve empirične dokaze za nišne procese sestavljanja iz naravnega sistema in pokazala vzpostavitev dinamičnega ravnovesja v izoliranem ekosistemu med upočasnitvijo speciacije in izumrtja.  Prav tako je pokazal pomen drevesnega pokrova za ublažitev erozije tal v času podnebnih sprememb in zagotovil vpogled v sestavo regionalne flore skozi ledeniška in medledeniška obdobja.

## Deklaracija o zaščiti ekosistema Ohridskega jezera
3. maja 2018 je Društvo znanstvenikov mokrišč objavilo Deklaracijo o zaščiti ekosistema Ohridskega jezera, ki jo je soglasno sprejelo 45 prisotnih članov na 13. letnem evropskem srečanju. V deklaraciji pozivajo makedonske oblasti, naj znatno okrepijo zaščito Ohridskega jezera, in poudarjajo edinstven pomen medsebojno povezanega sistema Ohridsko-Prespanskega jezera tako zaradi njegove biotske raznovrstnosti kot pomembnosti za raziskave o podnebju in razvoju ter priporočajo ukrepe za prihodnje upravljanje, vključno z revitalizacijo in širitvijo mokrišč območja, nadzor onesnaževanja in preusmeritev turistične politike. Nadalje opisuje »ključni pomen« zadnjega nedotaknjenega močvirja na obali Ohridskega jezera, barja Studenčište, v smislu sestave vrst in ekosistemskih storitev, kot so med drugim izboljšanje kakovosti vode, shranjevanje ogljika in zadrževanje poplav.

## Soimenjaki
Ohridsko jezero je tudi ime Ohridskega Lacusa, ogljikovodikovega jezera na Saturnovi luni Titan. Sestavljen je iz tekočega metana in etana in je na 71,8°S 221,9°Z na Titanovem globusu.

## Slike
- Sveti Jovan Kaneo v neposredni bližini mesta Ohrid
- Sveti Jovan Kaneo
- Sveti Jovan Kaneo v poznem poletju
- Sveti Jovan Kaneo zvečer
- Kamp - naselje Gradište je pribežališče tisočih mladih ob Ohridskem jezeru
- Plaža Gradište
- Izliv reke Crni Drim v jezero
- Mesto kjer Črni Drim izvira in se kasneje izlije v jezero
- Voda Črnega Drima se preobrazi iz jezera nazaj v reko v mestu Struga
- Črni Drim - Struga
- Pogled na goro Galičica iz jezera